# 宏伟区
宏伟区是辽宁省辽阳市下辖的一个市辖区。位於辽宁省中部，辽阳市東南郊，北距瀋陽70公里，南距鞍山30公里，地處遼寧中部城市群的中心。

## 行政区划
宏伟区下辖2个街道办事处、2个镇：
工农街道、长征街道、曙光镇和兰家镇。

## 人口
根據第七次人口普查數據，截至2020年11月1日零時，宏偉區常住人口為142491人。